# Peru na Mistrzostwach Świata w Lekkoatletyce 2009
Peru na Mistrzostwach Świata w Lekkoatletyce 2009 – reprezentacja Peru podczas czempionatu w Berlinie liczyła 4 zawodników.

## Występy reprezentantów Peru

### Mężczyźni
- Bieg na 3000 m z przeszkodami
  - Mario Bazán czasem 8:28,67 ustanowił rekord Peru i zajmując 21. miejsce w eliminacjach nie awansował do finału

- Maraton
  - Constantino León z czasem 2:23:34 zajął 52. miejsce

- Chód na 20 km
  - Pavel Chihuan z czasem 1:27:54 zajął 36. miejsce

### Kobiety
- Bieg na 5000 m
  - Inés Melchor z czasem 16:00,83 zajęła 20. miejsce w eliminacjach i nie awansowała do finału